# ザ・チャーピング・クリケッツ
| 専門評論家によるレビュー       | 専門評論家によるレビュー |
| レビュー・スコア               | レビュー・スコア         |
| 出典                           | 評価                     |
| ------------------------------ | ------------------------ |
| Allmusic                       | [ 1 ]                    |
| The Rolling Stone Record Guide | [ 2 ]                    |

『ザ・チャーピング・クリケッツ』(The "Chirping" Crickets) は、アメリカ合衆国のロックンロール・バンドで、バディ・ホリーが率いていたザ・クリケッツのセルフタイトルによるデビュー・アルバム。2003年に発表された。『ローリング・ストーン』誌の「ローリング・ストーンの選ぶオールタイム・グレイテスト・アルバム500」では、この曲は421位にランクされた。
このアルバムのLP盤は、アメリカ合衆国では1957年に、イギリスでは1958年にリリースされた。1962年にはコーラル・レコードから「バディ・ホリー・アンド・ザ・クリケッツ (Buddy Holly and The Crickets)」名義で再発盤が出された。その後は長く再発されなかったが、2004年にボーナス・トラックを追加し、リマスターされたCDが再発売された。

## トラックリスト
| #  | タイトル                                       | 作詞・作曲                                                             | 時間 |
| -- | ---------------------------------------------- | ---------------------------------------------------------------------- | ---- |
| 1. | 「オー・ボーイ (Oh, Boy!)」                    | ソニー・ウェスト, ビル・ティルグマン (Bill Tilghman)、ノーマン・ペティ | 2:07 |
| 2. | 「ノット・フェイド・アウェイ (Not Fade Away)」 | バディ・ホリー、ペティ                                                 | 2:21 |
| 3. | 「ユーヴ・ガット・ラヴ (You've Got Love)」     | ロイ・オービソン、ジョニー・ウィルソン (Johnny Wilson)、ペティ         | 2:05 |
| 4. | 「メイビー・ベイビー (Maybe Baby)」            | ホリー、ペティ                                                         | 2:01 |
| 5. | 「イッツ・トゥー・レイト (It's Too Late)」     | チャック・ウィリス                                                     | 2:22 |
| 6. | 「テル・ミー・ハウ (Tell Me How)」             | ホリー、ペティ、ジェリー・アリソン                                     | 1:58 |

| #  | タイトル                                                                               | 作詞・作曲                                           | 時間 |
| -- | -------------------------------------------------------------------------------------- | ---------------------------------------------------- | ---- |
| 1. | 「ザットル・ビー・ザ・デイ (That'll Be the Day)」(1957年5月27日、ブランズウィック版)   | ホリー、アリソン、ペティ                             | 2:14 |
| 2. | 「アイム・ルッキン・フォー・サムワン・トゥー・ラヴ (I'm Looking for Someone to Love)」 | ホリー、ペティ                                       | 1:56 |
| 3. | 「エンプティ・カップ (An Empty Cup (And a Broken Date))」                              | オービソン、ペティ                                   | 2:11 |
| 4. | 「センド・ミー・サム・ラヴィン (Send Me Some Lovin')」                                 | ジョン・マラスカルコ、レオ・プライス (Leo Price)     | 2:33 |
| 5. | 「ラスト・ナイト (Last Night)」                                                        | ジョー・B・モールディン、ペティ                      | 1:53 |
| 6. | 「ロック・ミー・マイ・ベイビー (Rock Me My Baby)」                                     | ショーティ・ロング、スーザン・ヘザー (Susan Heather) | 1:47 |

## パーソネル
バディ・ホリー・アンド・ザ・クリケッツ
- バディ・ホリー - リードボーカル、リードギター、アコースティック・ギター（トラック5）、バッキング・ボーカル（トラック2）
- ジェリー・アリソン（英語版） - ドラムス、ボール箱、パーカッション、バッキング・ボーカル（トラック2）
- ジョー・B・モールディン（英語版） - コントラバス（トラック7、8以外）
- ニキ・サリヴァン（英語版） - リズムギター（トラック1、2、5、7、8、11以外）、バッキング・ボーカル（トラック2、7、8）

アディショナル・パーソネル
- ラリー・ウェルボーン (Larry Welborn) - コントラバス（トラック7、8）
- ザ・ピックス（英語版）（ビル・ピカリング (Bill Pickering)、ジョン・ピカリング (John Pickering)、ボブ・ラッパム (Bob Lapham)）- バッキング・ボーカル（トラック2、7、8以外）
- ラモーナ・アンド・ゲイリー・トレット (Ramona and Gary Tollett) – バッキング・ボーカル（トラック7、8）

## チャート

### アルバム
| 年   | チャート             | 最高位 |
| ---- | -------------------- | ------ |
| 1968 | 全英アルバムチャート | 5      |

### シングル
| 年   | シングル                 | 最高位            | 最高位      | 最高位               |
| 年   | シングル                 | Billboard Hot 100 | R&B Singles | 全英シングルチャート |
| ---- | ------------------------ | ----------------- | ----------- | -------------------- |
| 1957 | ザットル・ビー・ザ・デイ | 1                 | 2           | 1                    |
| 1958 | オー・ボーイ             | 10                | 13          | 3                    |